# Баранов, Виталий Александрович
Виталий Александрович Баранов (род. 25 января 1980) — российский футболист, вратарь.

## Карьера
Начинал футбольную карьеру в клубе «Торпедо» Таганрог, который выступал во второй лиге России. Первым тренером игрока был Борис Николаевич Геращенко. В 1998 году перешёл в ЦСКА. С 1998 по 2000 годы выступал за резервную команду. В 2000 году Баранов провёл единственный матч в высшем дивизионе: 12 ноября в последнем туре первенства вышел в стартовом составе на встречу против московского «Локомотива». Во втором тайме при счёте 3:0 отразил одиннадцатиметровый удар в исполнении Олега Терёхина, однако затем пропустил три мяча. Матч закончился победой ЦСКА 4:3.
В 2001 году Баранов отправился в «Химки», сыграл за них лишь один матч в первом дивизионе, пропустив 4 гола. В том же году играл за команду ЦСКА в турнире дублёров (17 матчей, 13 пропущенных мячей). С 2002 по 2005 годы выступал за «Газовик-Газпром». Все эти годы он был запасным вратарём ижевского клуба и редко появлялся в основном составе. В 2006 году перешёл в «Торпедо-РГ» из второго дивизиона. За два сезона он принял участие в 49 встречах, пропустил 60 мячей. В 2007 году был отпущен из команды.